# José Ignacio Zahínos
José Ignacio Zahínos Sánchez es un exfutbolista español. Nació en Parla, Madrid, en 1977. Su demarcación era la de centrocampista, aunque se desempeña bien por ambas bandas.

## Biografía
Después de jugar en el equipo filial del Atlético de Madrid, donde inició su carrera profesional, se marcha al Universidad de Las Palmas G. C. Club de Fútbol durante la temporada 00-01.
La temporada siguiente la pasa en el Real Jaén Club de Fútbol para regresar de nuevo al Atlético de Madrid B.
En 2003 ficha por el Elche Club de Fútbol, y al año siguiente regresa al Atlético de Madrid, pero esta vez para formar parte de la primera plantilla.
Debuta en la Primera división de la liga española de fútbol el 29 de mayo de 2005 en el partido Atlético de Madrid 2 - 2 Getafe. Ese partido fue el único que jugó la temporada 2004-05.
En la temporada 2006-2007 el Atlético no renovó su ficha, y durante el mercado invernal decidió ir cedido al Albacete.
Firma por el Real Club Recreativo de Huelva en la temporada 2007-2008, tiene 2 años de contrato.
Actualmente, es Jefe de Área de readaptación en el Club Atlético de Madrid y fisioterapeuta en Boadilla del Monte (Madrid).

### Selección nacional
- Nunca ha sido internacional.

## Clubes
- Atlético B - (España)  1999 - 2000
- Universidad de Las Palmas G. C. Club de Fútbol - (España)  2000 - 2001
- Real Jaén Club de Fútbol - (España)  2001 - 2002
- Atlético B - (España)  2002 - 2003
- Elche Club de Fútbol - (España)  2003 - 2004
- Atlético de Madrid - (España)  2004 - 2006
- Albacete Balompié - (España)  2006 - 2007
- Real Club Recreativo de Huelva - (España)  2007 - 2009